# إبرية
الإبرية أو بَرْقَة (الاسم العلمي: Hydnum)، جنس فطريات من رتبة الإبريات. وهي متميزة بتركيبها غير المعتاد حيث إنها تملك أسنان على هيئة إبر بدلًا من الخياشيم. أشهر أنواعها الصالحة للأكل هي إبرية عسماء.